# Servicio Ecuatoriano de Normalización

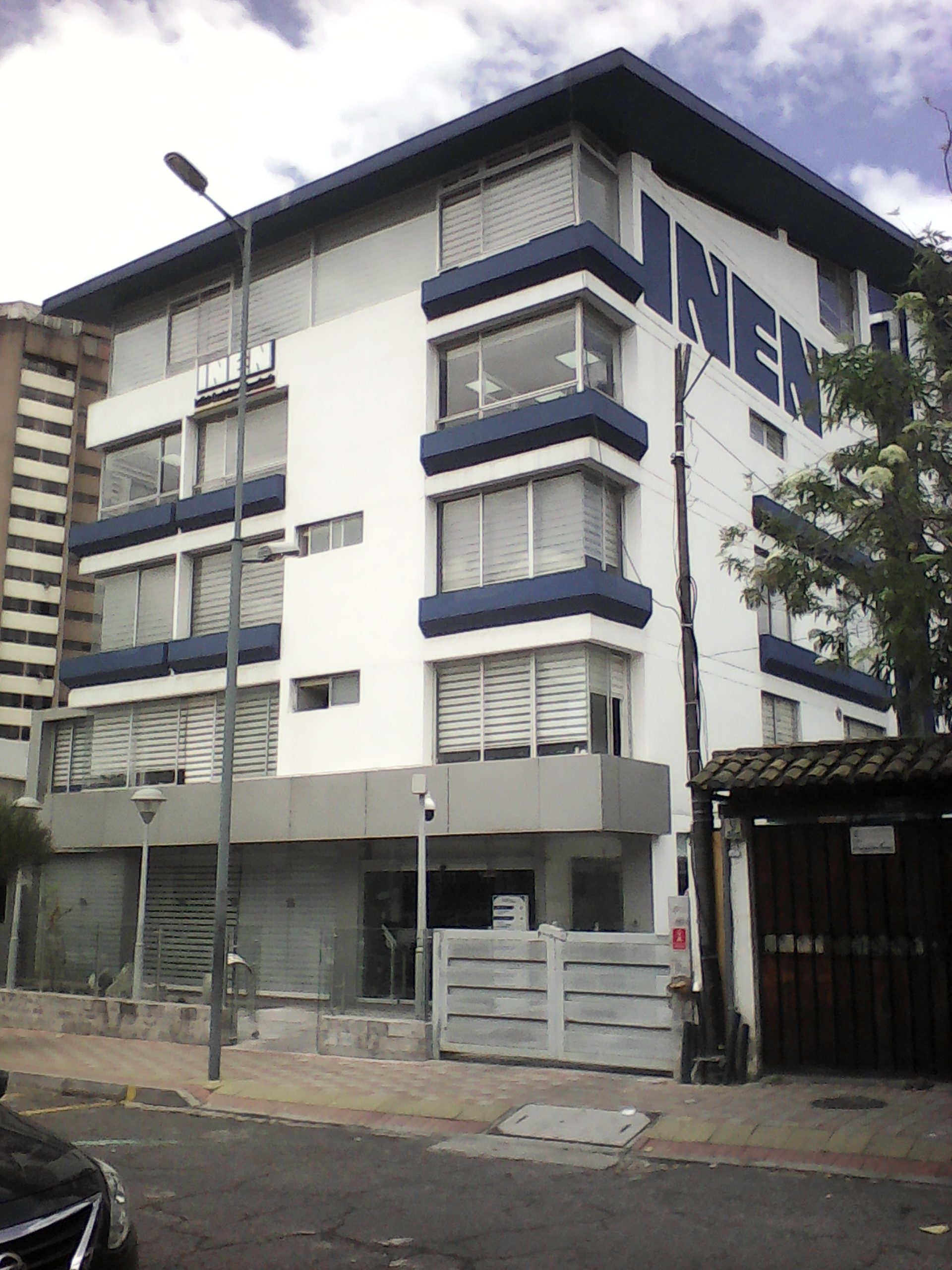
Matriz del INEN en Quito

El Instituto Ecuatoriano de Normalización, INEN, fue creado el 28 de agosto de 1970, mediante Decreto Supremo n.º 357 publicado en el Registro Oficial n.º 54 del 7 de septiembre de 1970 y desde su inicio ha venido actuando como la entidad nacional encargada de formular las Normas Técnicas Ecuatorianas teniendo como concepto básico satisfacer las necesidades locales y facilitar el comercio nacional e internacional.
El indicado Decreto Supremo de creación fue reformado con el Artículo 30 de la Ley n.º 12 de Comercio Exterior e Inversiones, publicada en el Registro Oficial n.º 82 del 9 de junio de 1997 y según el cual el INEN se constituye en una entidad con personería jurídica de derecho privado con finalidad social y pública.
El Congreso Nacional expidió la Ley del Sistema Ecuatoriano de la Calidad, publicada en el Suplemento del Registro Oficial n.º 26 del 22 de febrero del 2007; según la cual el INEN se constituye en una entidad técnica de Derecho Público, con personería jurídica, patrimonio y fondos propios, con autonomía administrativa, económica, financiera y operativa.
Y mediante Decreto Ejecutivo 195, de 29 de diciembre de 2009, publicado en el Suplemento del Registro Oficial n.º 111 de 19 de enero de 2010, se emitieron los lineamientos estructurales para organizar las unidades administrativas en los niveles de dirección, asesoría, apoyo y operativo, de los Ministerios de Coordinación y Sectoriales, Secretarías e Institutos Nacionales pertenecientes a la Función Ejecutiva.
Su actual Director Ejecutivo es Ralph Assaf Nader.
Su sede principal se encuentra en la ciudad de Quito, y tiene dos direcciones zonales en Cuenca, Guayaquil, además posee un laboratorio de metrología ubicado en Conocoto.
INEN es miembro de ISO y COPANT.
INEN es miembro asociado de la Oficina Internacional de Pesas y Medidas BIPM.

## Funciones, atribuciones y obligaciones
Según el artículo 15 de la Ley del Sistema Ecuatoriano de la Calidad el cual dice:
El Servicio Ecuatoriano de Normalización - INEN tendrá las siguientes funciones:
- a) Cumplir las funciones de organismo técnico nacional competente, en materia de reglamentación, normalización y metrología, establecidos en las leyes de la República y en tratados, acuerdos y convenios internacionales;
- b) Formular, en sus áreas de competencia, luego de los análisis técnicos respectivos, las propuestas de normas, reglamentos técnicos y procedimientos de evaluación de la conformidad, los planes de trabajo, así como las propuestas de las normas y procedimientos metrológicos;
- c) Promover programas orientados al mejoramiento de la calidad y apoyar, de considerarlo necesario, las actividades de promoción ejecutadas por terceros;
- d) Preparar el Plan Nacional de Normalización que apoye la elaboración de reglamentos técnicos para productos;
- e) Organizar y dirigir las redes o subsistemas nacionales en materia de normalización, reglamentación técnica y de metrología;
- f) Prestar servicios técnicos en las áreas de su competencia;
- g) Previa acreditación, certificación y/o designación, actuar como organismo de evaluación de la conformidad competente a nivel nacional;
- h) Homologar, adaptar o adoptar normas internacionales;
- i) El INEN coordinará sus acciones con instituciones públicas y privadas dentro del ámbito de su competencia; y las demás establecidas en la ley y su reglamento.